# Luigi Capotosti
Luigi Capotosti (Monte Giberto, 23 februari 1863 – Rome, 16 februari 1938) was een Italiaans geestelijke en kardinaal van de Katholieke Kerk
Capotosti studeerde aan het seminarie van Fermo en werd in 1885 priester gewijd. Hij diende vervolgens als persoonlijk secretaris van de bisschop van Fermo, als hoogleraar aan het seminarie en als kanunnik van het kathedraal kapittel aldaar. Op 8 april 1906 benoemde paus Pius X hem tot bisschop van Modigliana. Paus Pius XI haalde hem in 1914 naar Rome, waar hij secretaris werd van de Congregatie voor de Discipline van de Sacramenten. Hij werd in 1915 titulair aartsbisschop van Thermae Basilicae.
Tijdens het consistorie van 21 juni 1926 creëerde Pius XI hem kardinaal. Hij kreeg de San Pietro in Vincoli als titelkerk. In 1931 werd hij eerst pro-datarius en in 1933 datarius. 
Kardinaal Capotosti overleed op 74-jarige leeftijd en werd begraven op Campo Verano.
- Bibliothèque nationale de France: cb16020581m (data)
- Gemeinsame Normdatei: 125404261X
- International Standard Name Identifier: 0000 0000 6254 1612
- Istituto Centrale per il Catalogo Unico: CUBV034119
- Virtual International Authority File: 88697929